# Ferrari California T
La Ferrari California T (nome in codice F149M) è un'autovettura sportiva, di tipo gran turismo con carrozzeria cabrio-coupé, ad alte prestazioni prodotta dalla casa automobilistica italiana Ferrari dalla seconda metà del 2014 fino al 2018, quando è stata sostituita dalla Ferrari Portofino.

## Contesto
Si tratta della diretta evoluzione della Ferrari California del 2008, vettura sulla quale è basata; da essa eredita l'intelaiatura interna di massima e il concept di prodotto, ma viene completamente rivoluzionata in ogni sua parte meccanica a partire dal motore. Anche esteticamente la vettura subisce un'evoluzione, nonostante rimanga invariato il sistema di chiusura del tettuccio. La novità più rilevante è il motore: infatti la California T prende il nome dalla tecnologia di alimentazione del propulsore, la sovralimentazione. La lettera "T" sta per "Turbo", poiché il motore montato su questo modello è alimentato tramite un doppio turbocompressore, a differenza di quello aspirato che equipaggiava la precedente California.

## Estetica
La vettura viene completamente rivista anche sul piano estetico, non viene solo ridisegnata ma l'intero corpo vettura viene riconsiderato. Pur mantenendo dimensioni pressoché invariate rispetto alla sua antenata (10 mm di lunghezza e larghezza in più), il corpo vettura viene pulito e reso più elegante, risulta più compatto, leggero e moderno.

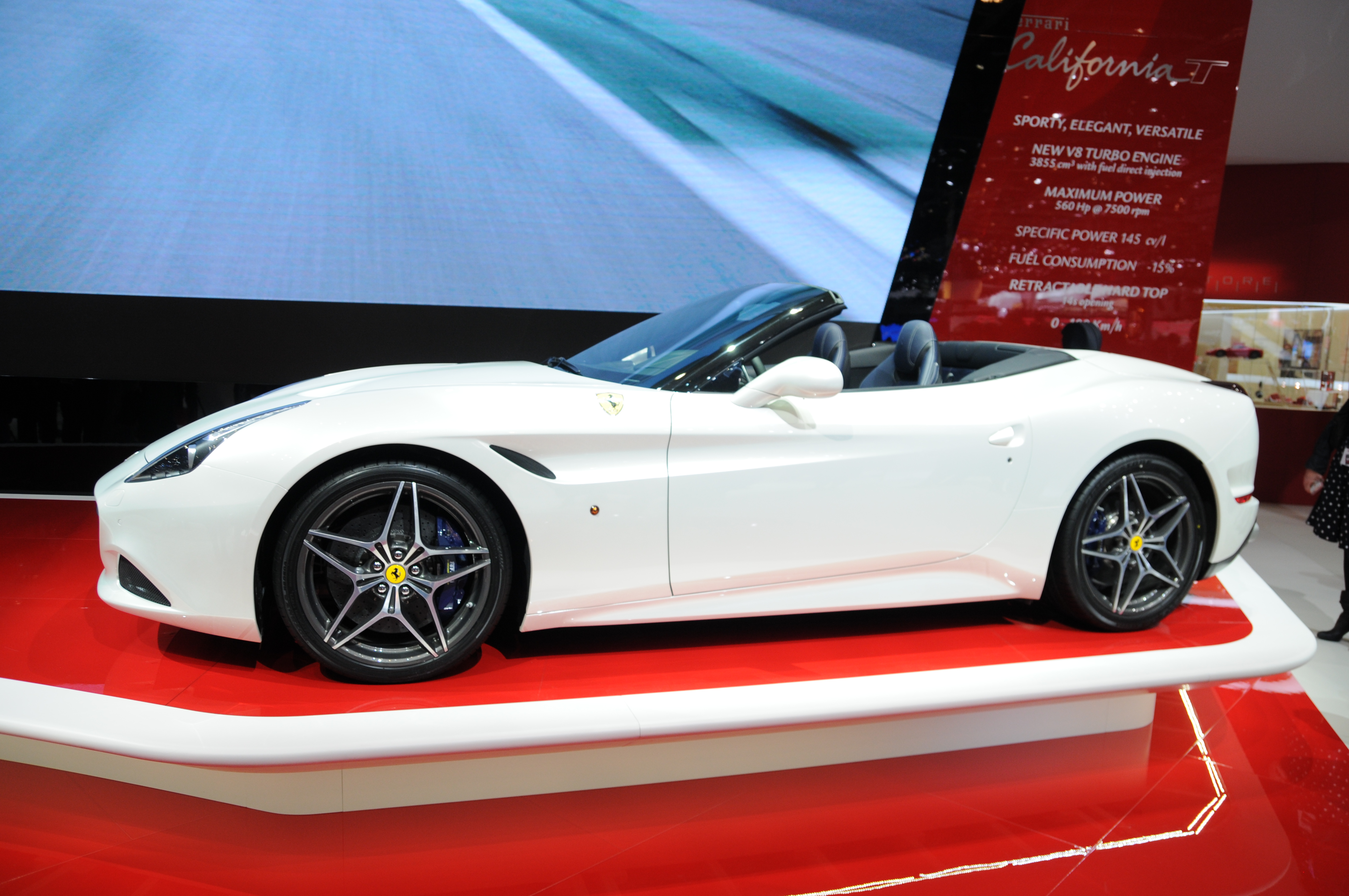
Vista laterale, con tettuccio aperto.

Il lavoro più evidente sul piano estetico è però legato alla volumetria: cambiano i volumi e le proporzioni, per migliorare l'abitabilità e l'aerodinamica. Lo studio dei flussi d'aria è un altro tema che ha inciso di più sulla linea che ora presenta tagli di carrozzeria fortemente condizionati dalle prese d'aria, e superfici completamente pulite dagli elementi "retrò" della precedente versione. La fiancata mantiene l'onda posteriore che caratterizzava il modello del 2008, ma questa viene mitigata; il volume posteriore risulta quindi meno pesante. Oltre che la pulizia delle linee, la vettura presenta alcuni tratti stilistici in cui si nota la firma di Flavio Manzoni che richiamano lontanamente la Ferrari F12berlinetta nel posteriore. L'anteriore è invece influenzato dal nuovo family feeling di casa Ferrari. Gli interni presentano un nuovo disegno, più sportivo.

## Tecnica e motore
L'elemento più importante del progetto F149 è il motore; con la California T la Ferrari torna al motore turbo dopo quasi trent'anni (l'ultima è stata la Ferrari F40 nel 1987). Il propulsore è il Ferrari F154 BB, un V8 da 3.855 cc dotato di due turbo con i quali raggiunge potenza massima di 560 CV ed una coppia di 755 Nm a 4.750 giri. La California T (con una potenza per litro di 145 CV) è più potente di 70 CV rispetto alla California aspirata ma consuma il 16% in meno. Accelera da 0 a 100 km/h in 3,6 secondi e tocca una velocità massima di 316 km/h.

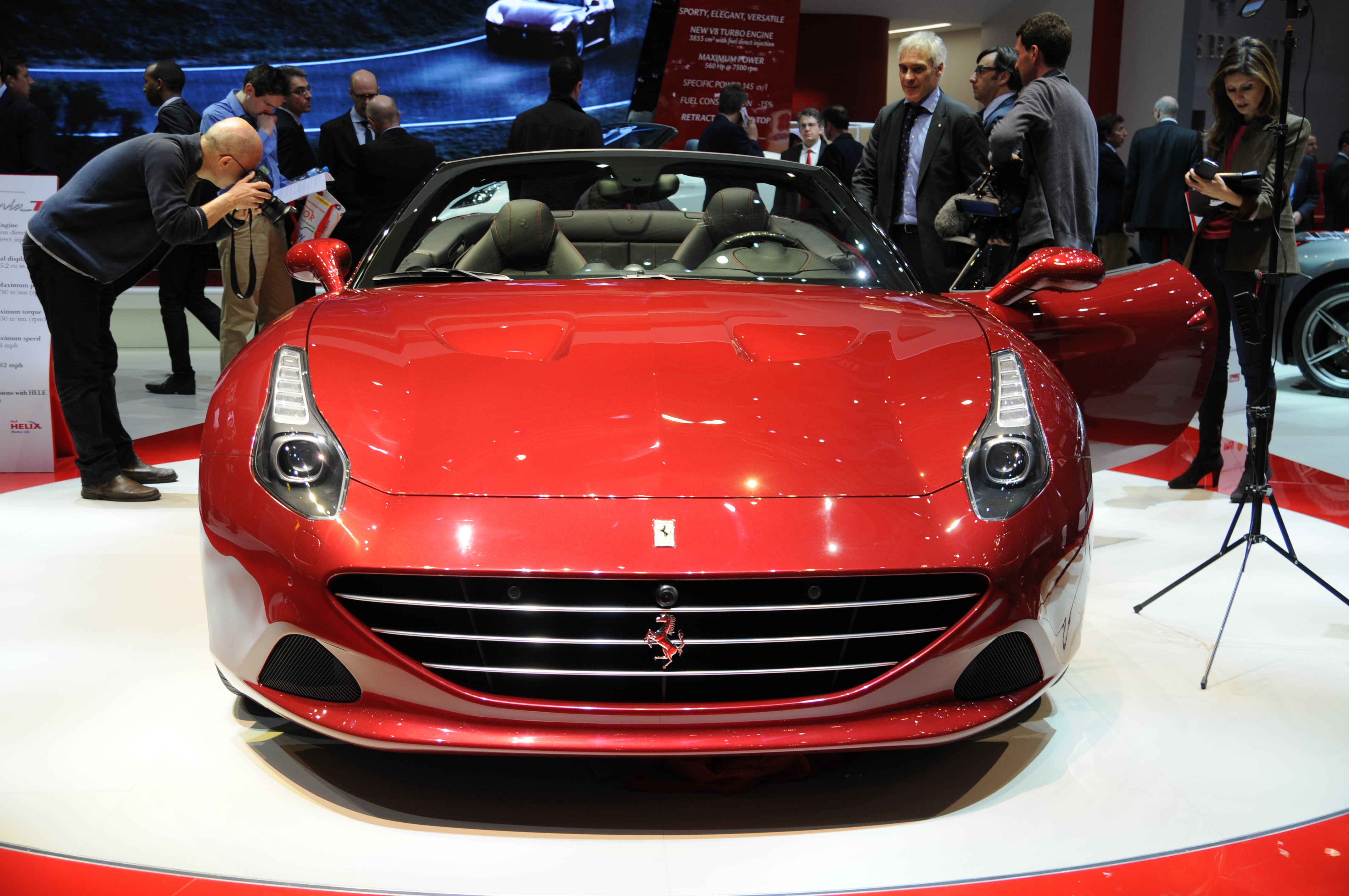
Frontale di una California T; notare la calandra trapezoidale a listelli orizzontali cromati

La vettura viene presentata al salone dell'automobile di Ginevra del 2014, quasi contemporaneamente all'inizio della stagione di Formula 1, caratterizzata anch'essa proprio dall'introduzione di motori turbo al posto di quelli aspirati. La Ferrari dichiara infatti che la tecnologia applicata al motore della California T è la stessa studiata per il motore utilizzato dalle monoposto di Formula 1 (denominate anch'esse con la T finale) nella stagione 2014, e ha richiesto 3 anni di lavoro da parte della Scuderia Ferrari.
Completamente inedito è anche l'assetto, lo sterzo e il sistema frenante: la California T è dotata di ammortizzatori Magnaride che rispondono nella metà del tempo rispetto al modello del 2008. Inoltre è dotata del sistema F1-Trac; l'impianto frenante è in carboceramica CCM3 ed è dotato di ABS sportivo. La vettura si ferma da 100 km/h in 34 metri. I consumi sono di 10.5 l/100 km e le emissioni si attestano a 250 g/km (ciclo combinato con sistema HELE). La California T soddisfa l'obbiettivo che gli ingegneri Ferrari si erano posti per eliminare il turbo-lag, e per il suono del motore è stato fatto un attento studio che ricorda le storiche Ferrari turbo degli anni '80; come appunto la F40.